# 2019 en Indonésie
Cet article présente les faits marquants de l'année 2019 en Indonésie.

## Évènements
- 20 février : première observation depuis 1981 de megachile pluto, la plus grande espèce d'abeille au monde, redécouverte dans les Îles Moluques du Nord[1].
- 16 mars : des inondations dans la province de Papouasie en Indonésie provoquent au moins 89 morts[2].
- 17 avril : élection présidentielle et législatives, le président sortant Joko Widodo est réélu.
- 26 août : le président indonésien, Joko Widodo, annonce que la capitale de l'Indonésie va être transférée dans une autre ville, dont la construction commencera en 2020 au milieu de la jungle tropicale de l'île de Bornéo, dans la province de Kalimantan et le district de Penajam Paser Utara et Kutai Kartanegara, car Jakarta est confrontée à de nombreux problèmes écologiques : expositions aux catastrophes naturelles (plus fréquentes sur l'île de Java où se trouve Jakarta que sur celle de Bornéo), surpopulation (mégapole de 30 millions d'habitants), et surtout énormément de pollution de l'air et des inondations courantes à la fois à cause des pluies, de la montée des océans et de l'affaissement de la ville sous la mer de 18cm par an en raison de l’épuisement des puits d’eau souterrains[3],[4] ; le nouvel emplacement a été choisi car il est plus à l'abri des catastrophes naturelles et est proche des grandes aires urbaines indonésiennes, mais pose des inquiétudes par rapport à l'impact sur la biodiversité très riche qui se trouve dans ces jungles[3],[4].
- 24 septembre : des incendies multiples en Indonésie, provoquent un ciel rouge[5].
- 26 septembre : Les Îles Moluques sont touchées par un séisme de magnitude 6.5 qui provoque au moins 20 morts[6].
- 10 octobre : un couple lié à Jemaah Ansharut Daulah (allié de l'État islamique) tente d'assassiner le ministre de l'intérieur Wiranto en le poignardant, le blessant grièvement lui et légèrement 3 autres personnes, avant d'être arrêtés par la police[7].
- 11 décembre : l'Université de Griffith (Australie) publie les résultats d'une datation à l'uranium-thorium sur une peinture préhistorique représentant une scène de chasse découverte en 2017 dans une grotte du site de Leang Bulu Sipong sur l'île de Célèbes, selon laquelle cette peinture serait vieille d'au moins 43.900 ans, ce qui en ferait la plus ancienne œuvre d'art figuratif connue[8],[9].
- 23 décembre : un accident de bus sur l'Île de Sumatra fait au moins 27 morts et 13 blessés.